# Rafael Y. Herman
Rafael Yossef Herman, né en 1974 à Beer-Sheva, est un artiste israélien connu pour ses photographies, son travail autour de la lumière, et notamment pour son projet Bereshit - Genesis. 

## Biographie
Rappelant l'histoire de la Genèse, ce projet de recherche qui utilise le médium de la photographie et qui présente des arbres du désert israélien du Néguev, est une première dans l'histoire de la photographie : Rafael Herman prend des photos nocturnes qui semblent être prises à la lumière du jour, en utilisant simplement la lumière de la lune (« moon-light »), et aucune manipulation de retouche électronique. La nuit apparaît alors comme on ne l'avait jamais vue, toute remplie « des couleurs de la nuit ». Cette nuit éclairée, presque devinée, sans ombres, crée une réalité nouvelle,  surréaliste, que notre œil n'est pas capable de percevoir et que notre esprit ne connaît pas. 
Le projet Bereshit est exposé pour la première fois au public en décembre 2006, à Milan, dans la célèbre "Sala delle Cariatidi" du Musée du Palazzo Reale. Dans Bereshit, il s'agissait de présenter quatre fragments d'Israël, que Rafael a montré, en vertu de la Magà. L'exposition a attiré l'attention du public et des médias, et notamment de Vittorio Sgarbi, qui a écrit : « [...] Ses images sont le miroir de la création, au-delà duquel il n'y a plus rien à dire, la révélation que ne conçoit que la dimension contemplative, mêlant esprit de mystère et de matière. On aime cet Herman qui atteint l'obscurité. ». 
Le succès de Herman lui a valu une invitation à présenter son travail au Centre Pompidou à Paris. En novembre 2007, à l'occasion de l'exposition personnelle intitulée Bereshit, au Studio Guastalla, l'historien d'art, écrivain et collectionneur Arturo Schwarz a écrit ceci sur le projet « [...] Cette lumière noire, est responsable de l'aura poétique intense de cette série de photos [...]. ». L'exposition a eu un retentissement dans les médias : The Voice Of The Moon ("Arte"), symbolique de la recherche ("Elle"), les arbres de Herman (TG), The Beginning Of All ("Bolletino"). Au cours de l'exposition, Rafael a perdu son père Maxime (né en 1937 à Bucarest et mort en 2007 à Kislev), juste avant de finir d'écrire un documentaire qui est aussi un roman sur l'histoire de la famille de son père, pendant la seconde guerre mondiale.  